# Castel Gabbiano
Castel Gabbiano é uma comuna italiana da região da Lombardia, província de Cremona, com cerca de 10 habitantes. Estende-se por uma área de 5 km², tendo uma densidade populacional de 78 hab/km². Faz fronteira com Camisano, Casale Cremasco-Vidolasco, Fara Olivana con Sola (BG), Isso (BG), Mozzanica (BG), Sergnano.

## Demografia
| Variação demográfica do município entre 1861 e 2011                               |
|                                                                                   |
| Fonte: Istituto Nazionale di Statistica (ISTAT) - Elaboração gráfica da Wikipedia |